# سعیدآباد (عنبرآباد)
سعیدآباد (عنبرآباد)، روستایی از توابع بخش مرکزی شهرستان عنبرآباد در استان کرمان ایران است.

## جمعیت
این روستا در دهستان علی‌آباد قرار دارد و براساس سرشماری مرکز آمار ایران در سال ۱۳۸۵، جمعیت آن ۲۱۷ نفر (۴۸ خانوار)، بر اساس سرشماری مرکز آمار ایران در سال ۱۳۹۰، جمعیت آن ۲۳۸ نفر (۵۸ خانوار) و بر اساس سرشماری مرکز آمار ایران در سال ۱۳۹۵، جمعیت آن ۳۴۳ نفر (۹۴ خانوار) بوده‌است.   